# 강보
강보(姜保)는 고려 말의 문신이다.
1298년, 세자 때 원(元)나라에서 <수시력법(授時曆法)>을 본 충선왕(忠宣王)의 명으로 <수시력첩법입성(授時曆捷法立成)>을 편찬하였다. 서운정(書雲正)에서, 뒤에 공민왕 때에는 판서운관사(判書雲觀事)에 이르도록 과학·기술 관서의 책임을 맡았다.